# قائمة البعثات الدبلوماسية في بوروندي

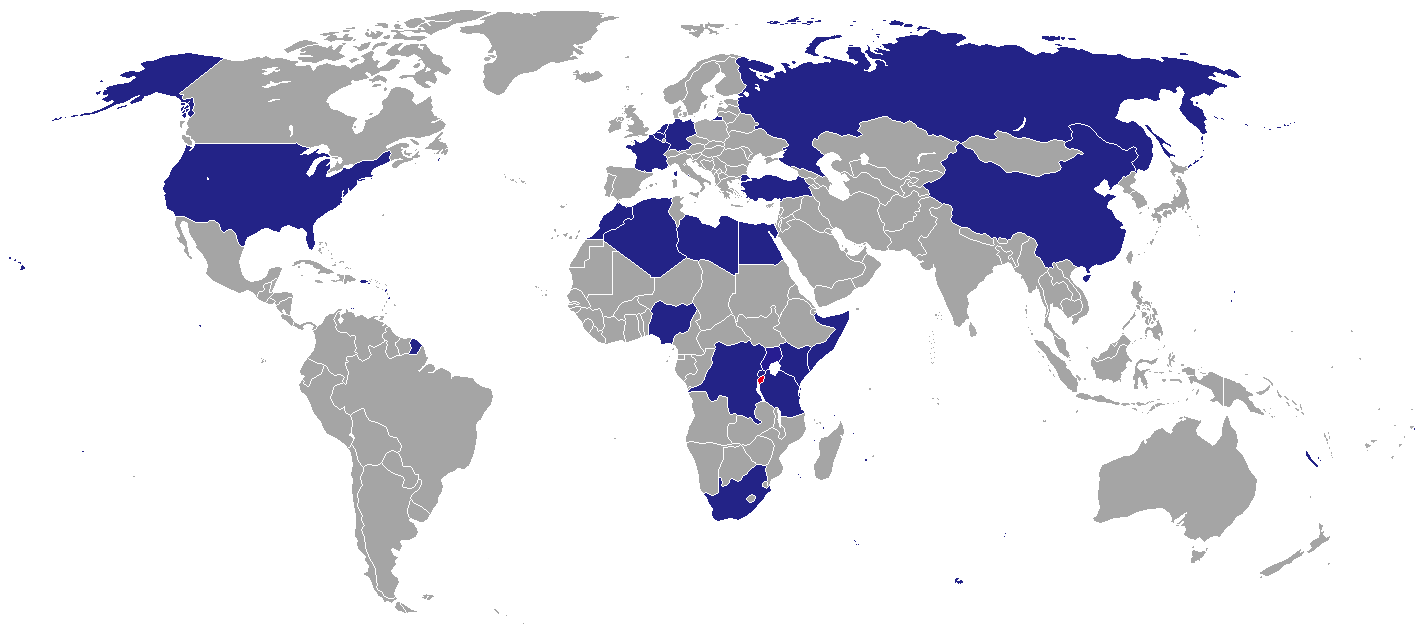
خريطة البعثات الدبلوماسية في بوروندي

هذه قائمة البعثات الدبلوماسية في بوروندي. في الوقت الحاضر، تستضيف العاصمة السابقة بوجومبورا 20 سفارة.

## السفارات
- بلجيكا
- الصين
- جمهورية الكونغو الديمقراطية
- مصر
- فرنسا
- ألمانيا
- الكرسي الرسولي
- كينيا
- ليبيا
- المغرب
- هولندا
- نيجيريا
- روسيا
- رواندا
- جنوب إفريقيا
- الصومال
- تنزانيا
- تركيا
- أوغندا
- الولايات المتحدة

## تمثيلات أخرى
- الاتحاد الأوروبي (وفد)
- سويسرا (مكتب تمثيلي)
- المملكة المتحدة (مكتب الإتصال بالسفارة)[1]

## السفارات غير المقيمة المعتمدة لدى بوروندي
في نيروبي باستثناء ما هو مذكور
- الجزائر (كمبالا)
- الأرجنتين[2]
- أستراليا[3]
- النمسا[4]
- بنغلاديش
- بوتسوانا
- جمهورية إفريقيا الوسطى (أديس أبابا)
- الكاميرون (كينشاسا)[5]
- كندا[6]
- كرواتيا (بريتوريا)[7]
- كوبا (كمبالا)[8]
- قبرص[9]
- جمهورية التشيك (أديس أبابا)[10]
- الدنمارك (كمبالا)[11]
- فنلندا (دار السلام)[12]
- اليونان[13]
- إندونيسيا (دار السلام)[14]
- أيرلندا (دار السلام)[15]
- إسرائيل (أديس أبابا)[16]
- إيطاليا (كمبالا)[17]
- اليابان (كيغالي)[18]
- ليسوتو (أديس أبابا)[19]
- مالي (لواندا)[20]
- المكسيك[21]
- ماليزيا
- النرويج (كمبالا)[22]
- البرتغال (كينشاسا)[23]
- الفلبين
- بولندا[24]
- رومانيا[25]
- صربيا (أديس أبابا)[26]
- سلوفاكيا[27]
- إسبانيا (دار السلام)[28]
- السويد[29]
- تايلاند
- فيتنام (دار السلام)
- زمبابوي (كيغالي)[30][31]